# Abatia
Abatia (danh pháp đồng nghĩa: Raleighia Gardner) là một chi gồm khoảng 10 loài cây phân bố ở Trung và Nam Mỹ thuộc họ Liễu (theo hệ thống phân loại APG). Trước đây, chi này được xếp vào họ Mùng quân, hoặc được xem là tông Abatieae thuộc họ Lạc tiên (Lemke 1988) hoặc Samydaceae theo G. Bentham & J.D. Hooker và Hutchinson.
Phạm vi bản địa của các loài thuộc chi này trải dài từ México đến miền bắc Argentina. Loài này cũng có ở Bolivia, Brasil, Colombia, Costa Rica, Ecuador, và Perú.
Abatia là các loài cây có lá mọc đối và lá kèm nhỏ, ở gốc của phiến lá có các hạch nhỏ.
Lá của các loài A. rugosa và A. parviflora là một nguồn thuốc nhuộm đen được sử dụng ở Perú.
Tên của chi Abatia được đặt để tôn vinh Pedro Abad y Mestre (1747–1800), một dược sĩ và giáo sư thực vật học người Tây Ban Nha ở Sevilla, Tây Ban Nha. 
Loài này được mô tả và công bố lần đầu trên Fl. Peruv. Prodr. Số 78, bảng 14 vào năm 1794.